# شيشرون (مهنة)

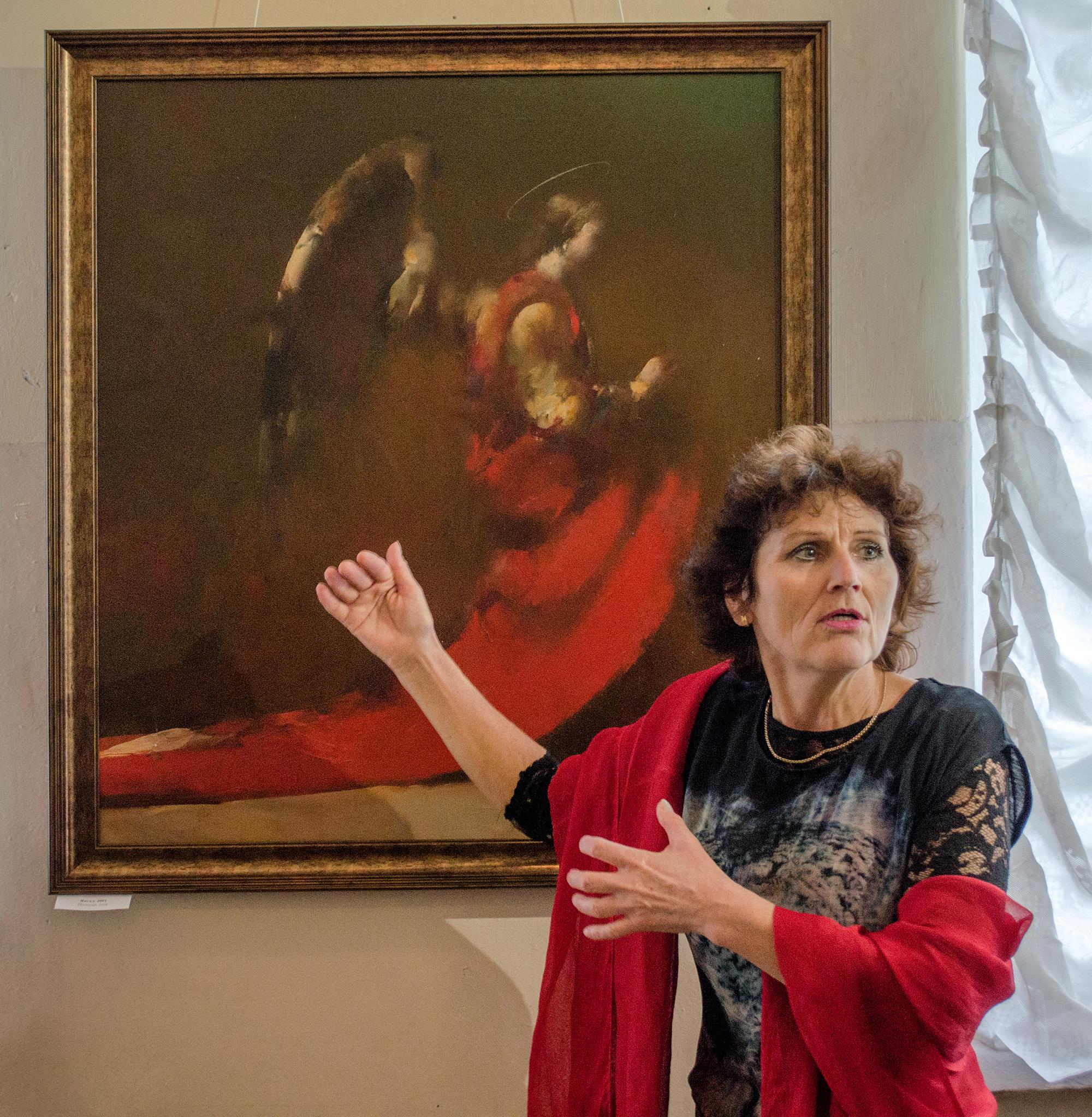
دليل في متحف فني

الشَّيْشَرون هو مصطلح قديم للدليل السياحي الذي يرشد الزوار والمتفرجين إلى المتاحف والمعارض وغيرها، ويفسر تاريخ الأثريات التاريخية والاعمال الفنية. من المفترض أن الكلمة مستوحاة من اسم ماركوس توليوس شيشرون. يعثر قاموس أوكسفورد الإنجليزي على أمثلة لاستخدام الكلمة باللغة الإنجليزية قبل الإيطالية، وكان الاقتباس الأقدم من حوار جوزيف أديسون على الميداليات (نُشر بعد وفاته عام 1726). يبدو أنه تم تطبيق الكلمة لأول مرة على علماء الآثار المتعلمين الذين يعرضون ويشرحون للأجانب آثار البلاد.
"The Cicerones"، وهي قصة قصيرة لروبرت إيكمان (تحولت إلى فيلم قصير عام 2002)، تستخدم فكرة الشيشرون كأشخاص ياخذون الزوار والمشاهدين كاستعارة في قصة عن رجل يجر شخصيات مختلفة إلى هلاكهم في كاتدرائية.
أشار ويليام ليثجو (1632) في كتابه عن السفر إلى اهمية الشيشرون للسواح "لأكون موجزًا، رأيت منزل شيشرون جدير، ومبنى الكابيتول العالي، وقصر ... نيرو، وتماثيل ماركوس أوريليوس، الإسكندر وحصانه بوسيفالوس. [...].